# Kevin Oris
Kevin Oris est un footballeur belge né le 6 décembre 1984 à Turnhout. Il évolue au poste d'attaquant.

## Biographie
Formé dans les divisions inférieures autour d'Anvers, Kevin Oris découvre la D1 avec Roulers, avec lequel il inscrira ses deux premiers buts. Il est ensuite prêté en D2 à Lommel, avant de rebondir parmi l'élite à Mons. Il aura joué 40 matchs en première division belge avec les clubs du KSV Roulers et du RAEC Mons, inscrivant 4 buts lorsqu'il retourne en D2 à l'Antwerp, où il restera 3 saisons. 
Lors de la saison 2010-2011, il inscrit 21 buts en deuxième division belge avec le club du Royal Antwerp FC, ce qui fait de lui le deuxième meilleur buteur du championnat, derrière Hamdi Harbaoui et ses 25 buts.
En janvier 2012, Oris, en manque de temps de jeu, prend tout le monde par surprise en signant en Corée du Sud, au Daejeon Citizen, pour lequel il inscrit 16 buts en première division sud-coréenne lors de l'année 2012. Il est ensuite transféré au Jeonbuk Hyundai avec lequel il plante 14 buts dans cette même division l'année suivante.
Après deux ans en Corée, il part à destination de la Chine, au Liaoning Yuandong, mais des problèmes financiers du club mettent un terme à l'aventure. Oris est libéré et retourne gratuitement en Corée, à Incheon.
En janvier 2017, il signe en D2 japonaise, au Kyoto Sanga, avec lequel il plante 6 buts en 28 matches. Sans contrat début 2018, il est annoncé à Anderlecht, mais le club dément rapidement un intérêt pour le joueur de 33 ans. 

## Clubs
- Tongerlo  Belgique
- 2002-2003 : Olen  Belgique
- 2003-2004 : K Lyra TSV  Belgique
- 2004-2005 : FCN Saint-Nicolas  Belgique
- 2005-2006 : Verbroedering Meerhout  Belgique
- 2006-2007 : KSV Roulers  Belgique
- 2007-2008 : KVSK United  Belgique
- 2008-2009 : RAEC Mons  Belgique
- 2008- Jan. 2012 : Royal Antwerp FC  Belgique
- Jan. 2012-2013 : Daejeon Citizen  Corée du Sud
- 2013 : Jeonbuk Hyundai Motors  Corée du Sud
- 2014 : Liaoning Yuandong  Chine
- 2015-2016 : Incheon United  Corée du Sud
- 2017 : Kyoto Sanga FC  Japon